# Mickey no Tokyo Disneyland Stamp Rally
Mickey no Tokyo Disneyland Stamp Rally (ミッキーの東京ディズニーランド・スタンプラリー?) es un videojuego educativo para la consola Sega Pico protagonizado por Mickey Mouse y sus personajes clásicos de Disney que fue desarrollado por Kodansha y publicado por Sega en agosto de 1996, solo en Japón.
- Datos: Q20017230